# ویلیام فرود
ویلیام فرود (به انگلیسی: William Froude) (ˈfru:d) (۲۸ نوامبر، ۱۸۱۰ در دوون – ۴ مه، ۱۸۷۹ در سایمونز تاون، مستعمره کیپ) مهندس، متخصص هیدرودینامیک و معمار دریایی انگلیسی بود. و اولین بار قوانینی جهت نیروی مقاومت آب در برابر کشتی‌ها ارائه کرد.

## یادداشت
1. ↑  Merriam Webster Online (for brother James Anthony Froude)
2. ↑  Phil Russell (18 September 1999). "Navies in Transition: William Froude". Archived from the original on 26 February 2001.